# 魔法公主 (繪本)
《魔法公主》為日本動畫導演宮崎駿在1980年時構思的故事，之後在1993年以繪本方式發行。

## 概要
作品是宮崎駿參考了歐洲流傳的故事《美女與野獸》內容、搭配以日本為舞台、時代劇的風格所籌劃的作品。宮崎駿當初企圖將此構思改編成動畫、而向一些電視台提出訴求，不過提案未被接受。
當時宮崎駿對此作品所完成的分鏡圖，之後於1983年在講談社的分鏡圖集刊上發行、並在1993年獨立成繪本一冊發售。
後續1997年宮崎駿完成了與此作品同名的劇院動畫《魔法公主》。背景雖同樣以古日本時代為舞台，但故事內容已改為人類與自然神祇之間的戰爭、探討「無論如何都要活下去」的主題，原先繪本上的任一角色及橋段皆未被採用。

## 劇情
在山上中；一個打了敗仗、落魄的武士騎著馬在樹林間裡頭沮喪地遊蕩，突然在偶然間發現一個大樹的樹洞裡有著食物的香味。好奇的武士跑到樹洞裡時發現裡頭藏有食物、便私自將東西給吃了，之後冷不防地被躲在一旁、外型有如巨大山貓的妖怪所捕抓。
抓住武士的妖怪很生氣對方偷吃牠的東西，而打算將武士給吃了。正當妖怪作勢要將武士吃掉時，武士向牠提出求饒的條件，若願意放他一馬就將家裡的女兒許配給牠。聽了武士提出的條件的妖怪，便很高興地將武士送回他的自宅。
之後武士家裡的妻子聽到他在森林裡對妖怪作的協定，很生氣地表示決不將大女兒及二女兒送給對方，武士在沒辦法的情況下，只好請最小的女兒「三公主」當妖怪的妻子。
後續在三公主成為妖怪的妻子的約定日期前，武士突然被一個邪靈附身在身上，變成了兇暴粗野、欺壓百姓的惡人。
在三公主被妖怪接走後，想到為了解救已經被邪靈操控的父親、便向妖怪提出要求，若妖怪能幫忙救回他的父親，才願意成為牠的妻子。
妖怪在拗不過三公主的請求下，便答應她的要求，帶領她踏上拜訪居住在深山內、知曉一切事物解決方法的大龜的旅程。

## 故事角色
三公主
一名怯懦武士最小的三女兒，是個性格體貼、堅強的少女。
妖怪
外型褐色、體型比成人巨大、山貓模樣的妖怪。
在過去曾是一名人類少年，因做了太多壞事而被上天處罰變成妖怪。
武士
三公主的父親，缺乏擔當、膽小的武人。
惡靈
暗藏三公主家裡天花板上屋瓦裡的惡靈。利用三公主父親懦弱的一面而誘惑他。
大龜
居住深山湖裡年歲已久的巨龜，告訴了三公主去除附在她父親身上惡靈的方法。

## 書本文宣
- 真誠、賣力的妖怪與果敢堅決公主的愛情物語